# 胡舜封 (解元)
胡舜封，山西承宣佈政使司河東運司人。明朝解元、政治人物。

## 生平
明神宗萬曆四十六年（1618年），中式戊午科山西鄉試第一名舉人（解元）。歷官河南上蔡縣知縣。
祖父胡志蘷。